# Leptagrion
Leptagrion is een geslacht van libellen (Odonata) uit de familie van de waterjuffers (Coenagrionidae).

## Soorten
Leptagrion omvat 16 soorten:
- Leptagrion aculeatum Santos, 1965
- Leptagrion acutum Santos, 1961
- Leptagrion alfonsoi Machado, 2006
- Leptagrion andromache Hagen in Selys, 1876
- Leptagrion bocainense Santos, 1979
- Leptagrion capixabae Santos, 1965
- Leptagrion croceum (Burmeister, 1839)
- Leptagrion dardanoi Santos, 1968
- Leptagrion dispar Selys, 1876
- Leptagrion elongatum Selys, 1876
- Leptagrion garbei Santos, 1961
- Leptagrion macrurum (Burmeister, 1839)
- Leptagrion perlongum Calvert, 1909
- Leptagrion porrectum Selys, 1876
- Leptagrion siqueirai Santos, 1968
- Leptagrion vriesianum Santos, 1978